# Olgierd Łukaszewicz
Olgierd Łukaszewicz (sinh ngày 7 tháng 9 năm 1946) là một diễn viên điện ảnh người Ba Lan.

## Sự nghiệp
Kể từ khi Łukaszewicz tốt nghiệp Học viện nghệ thuật sân khấu quốc gia AST ở Krakow vào năm 1969, ông đã tham gia diễn xuất trong hơn 60 bộ phim. Trong giai đoạn từ năm 2002 đến năm 2005, ông đảm nhận vị trí chủ tịch của Hội liên minh các diễn viên sân khấu Ba Lan (ZASP, Związek Artystów Scen Polskich).

## Phim chọn lọc
- 1970: Salt of the Black Earth (Sól ziemi czarnej) - vai Gabriel Basista
- 1972: Pearl in the Crown (Perła w koronie)
- 1972: The Wedding (Wesele)
- 1977: The Story of Sin (Dzieje grzechu) - vai Zygmunt Szczerbic
- 1975: Nights and Days (Noce i dnie) - vai Janusz Ostrzeński
- 1978: Jörg Ratgeb – Painter
- 1981: Fever - vai Marek
- 1982: Interrogation (Przesłuchanie)
- 1984: Sexmission (Seksmisja) - vai Albert Starski
- 1986: Boris Godunov - vai Mikolaj Czernikowski
- 1987: Magnat
- 1987: Kingsajz
- 1988: A Short Film About Killing (Krótki film o zabijaniu) - vai Andrzej
- 1988: Decalogue II & Decalogue V - vai Andrzej Geller
- 1994: Johnnie Waterman
- 2000: Keep Away from the Window (Daleko od okna)
- 2001: The Hexer (Wiedźmin)
- 2005: Karol: A Man Who Became Pope (Karol, un uomo diventato papa)
- 2009: Generał Nil
- 2009: Było sobie miasteczko...